# Paul Taylor
Paul Taylor (Wilkinsburg, Pensilvania; 29 de julio de 1930-Manhattan, 29 de agosto de 2018) fue un bailarín y coreógrafo estadounidense.

## Biografía
Estudió en Syracuse University y, más adelante, en la Juilliard School y el American Dance Festival del Connecticut College. Actuó en las compañías de Merce Cunningham, Martha Graham y George Balanchine, antes de fundar su propia compañía (Paul Taylor Dance Company) en 1954. 
Su primer trabajo fue todo un manifiesto de intenciones: Duet (1957), donde permanecía inmóvil junto a un pianista que no tocaba el piano -con una no-partitura de John Cage-. Esta actuación provocó una respuesta análoga del famoso crítico Louis Horst: dejó su sección del Observer en blanco. Pese a lo vanguardista de la propuesta, sus montajes posteriores fueron más tradicionales, con una clara apuesta por la musicalidad y el lirismo, aunque tratados de forma más natural: destacan Aureole (1962), Airs (1978) y Arden Court (1981). 
Taylor criticó la musicalidad básica de algunos coreógrafos -que llamó mickey mousing, por movimientos que responden a los sonidos, como en los dibujos animados-, frente a lo que propuso una coreografía independiente de la música, con significados y formas propias. También introdujo nuevos juegos escénicos con el espectador, como la aparición de un solista que parece va a ejecutar un gran movimiento y a continuación desaparece de escena.
El estilo irónico y parodiante de Taylor, a caballo entre la violencia y la hilaridad, ha hecho que se englobe su obra dentro de la denominada danza posmoderna, que introdujo lo corriente y lo cotidiano, los cuerpos ordinarios frente a los estilizados de los bailarines clásicos, con una mezcolanza de estilos e influencias, desde las orientales hasta las folklóricas. Su mordacidad e irreverencia han llevado un soplo de aire fresco al mundo de la danza clásica, hasta entonces tan místico y conceptual. 
En 1987 publicó su autobiografía, Private Domain.
Fue galardonado con el Premio Kennedy en 1992 y la Medalla Nacional de las Artes.
El gobierno francés lo condecoró con la Legión de Honor en 1990.